# Tony Tasset
Tony Tasset (* 1960 Cincinnati) je americký sochař a multimediální umělec. Studoval na Cincinnatské umělecké akademii, odkud má titul BFA, a na Škole Chicagského uměleckého institutu, kde získal titul MFA (1985). Roku 2006 obdržel Guggenheimovo stipendium. Kromě umělecké činnosti působí jako pedagog na Illinoiské univerzitě v Chicagu. Mezi jeho sochy patří například Judy's Hand Pavilion (2018, velká ruka instalovaná v Clevelandu) a Mood Sculpture (2017, Milwaukee).